# Sociaal vertaler
Een sociaal vertaler vertaalt officiële documenten voor een burger die geen of onvoldoende Nederlands begrijpt.

## Opleiding
Om aan de opleiding sociaal vertaler te mogen beginnen, moet de kandidaat in kwestie minstens 18 jaar zijn. Ook moet hij een taaltest Nederlands afleggen en een of meer vreemde talen beheersen. Nederlands en zijn vreemde taal/talen met hij minstens op  ERK-niveau C1 beheersen. De opleiding zelf bestaat uit een theoretisch en een praktisch deel. In het praktische deel maakt hij kennis met de specifieke vertaalpraktijk van een sociaal vertaler. Als laatste stap moet hij op het einde van zijn opleiding een certificeringsproef afleggen.

## Beroepspraktijk
Net zoals andere vertalers heeft een sociaal vertaler de taak om een tekst volledig en getrouw om te zetten. Hij vertaalt verschillende soorten teksten: dat kunnen informatieve teksten zijn, maar ook officiële overheidsdocumenten zoals belastingbrieven. Een sociaal vertaler moet zijn vertaling van die officiële documenten laten legaliseren op de griffie van de rechtbank. Op die manier geeft hij anderstalige inwoners toegang tot sociale hulpverlening en stelt hij ze in staat om hun rechten uit te oefenen en hun plichten na te komen.
Een sociaal vertaler is echter niet hetzelfde als een beëdigd vertaler, die enkel voor het gerecht werkt. Ook is hij geen commercieel vertaler. Die spreekt namelijk direct met de klant een prijs af, terwijl een sociaal vertaler dat niet mag doen.

## Deontologie
De deontologie van een sociaal vertaler loopt grotendeels gelijk met die van de sociaal tolk. Een sociaal vertaler moet net zoals een sociaal tolk discreet, professioneel en neutraal blijven als hij vertaalt. Zijn vertalingen moeten volledig zijn en fouten moeten transparant worden doorgegeven.